# Manica (Mozambico)
Manica è un centro abitato del Mozambico, situato nella Provincia di Manica.